# جيمس بيتس تومسون
جيمس بيتس تومسون (بالإنجليزية: James Bates Thomson)‏ هو رياضياتي أمريكي، ولد في 21 مايو 1808 في مقاطعة وندسور في الولايات المتحدة، وتوفي في 22 يونيو 1883 في بروكلين في الولايات المتحدة.